# Pfennigbrücke (Opole)

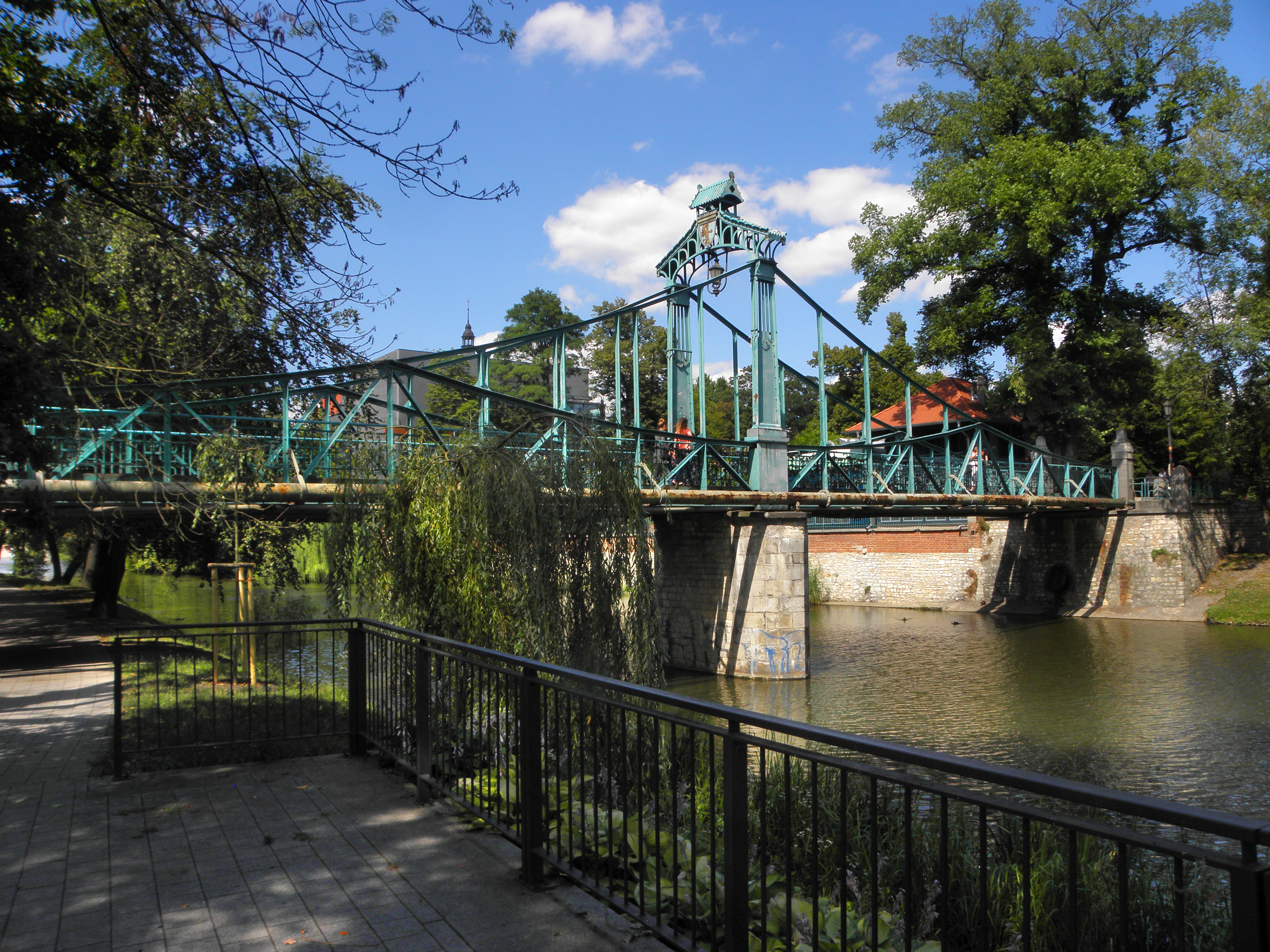
Pfennigbrücke

Die Pfennigbrücke (polnisch Most Groszowy) in Oppeln ist eine Fußgängerbrücke aus dem 19. Jahrhundert über den Mühlgraben. Die Pfennigbrücke verbindet die Innenstadt Oppelns mit der Insel Pascheke.

## Geschichte
Nachdem auf der Paschekeinsel der Schlosspark für die Oppelner Bevölkerung zugänglich gemacht wurde und die Villenkolonie Wilhelmstal entstand, entschied sich das Oppelner Komitee zur Verschönerung der Stadt, eine bessere Verbindung zur Insel herzustellen. Daher wurde am Ende des 19. Jahrhunderts die Pfennigbrücke erbaut. Den Namen Pfennigbrücke erhielt sie, da für den Übergang anfangs eine Brückenmaut erhoben wurde.
Die Brücke wurde als Stahlkonstruktion errichtet und im Jugendstil gestaltet. Am obersten Punkt der Brücke befindet sich das Wappen der Stadt Oppeln. Durch ihre charakteristische grüne Farbe wird sie heute im Polnischen auch Most zielony (Grüne Brücke) genannt. 
Neben der Brücke wurde gleichzeitig ein kleiner Holzpavillon errichtet, mit dem die Brücke ein Ensemble darstellt. Zu deutschen Zeiten hieß dieses das Schweizer Häuschen. Heute ist es wiederum als Grábowka bekannt.
Zwischen 2020 und 2022 wurde die Brücke saniert.

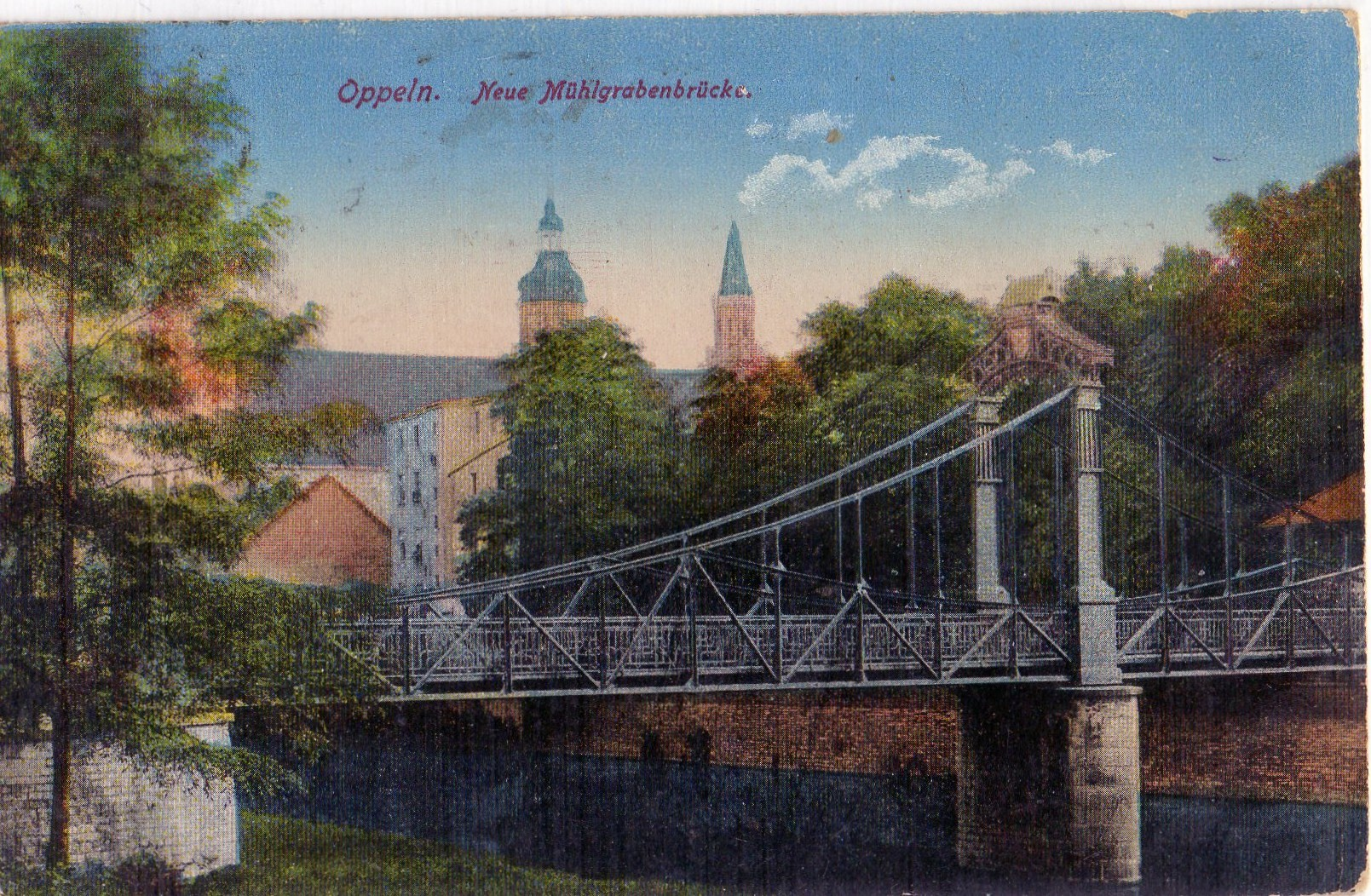
Alte Ansicht der Pfennigbrücke von 1917
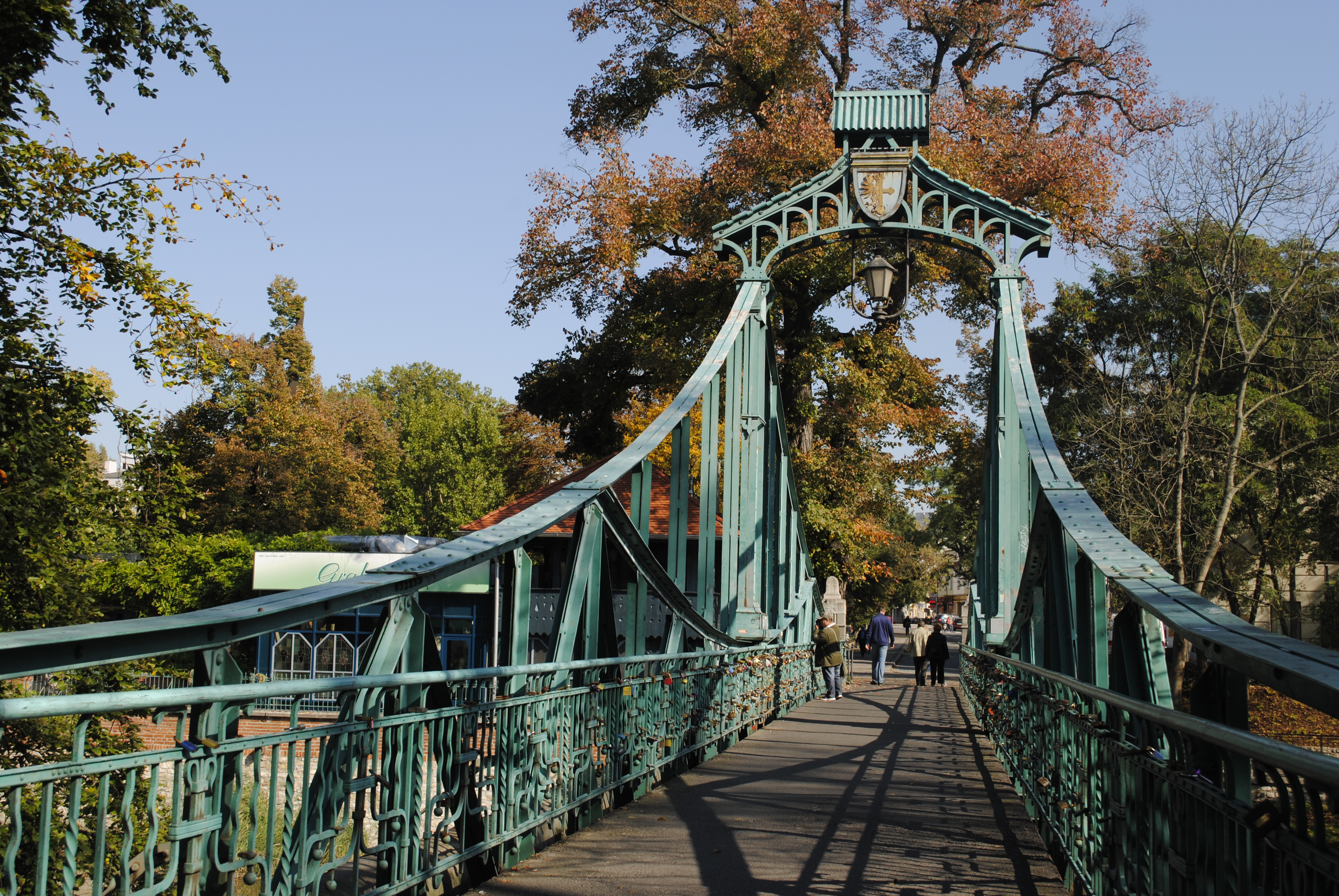
Blick auf die Brücke
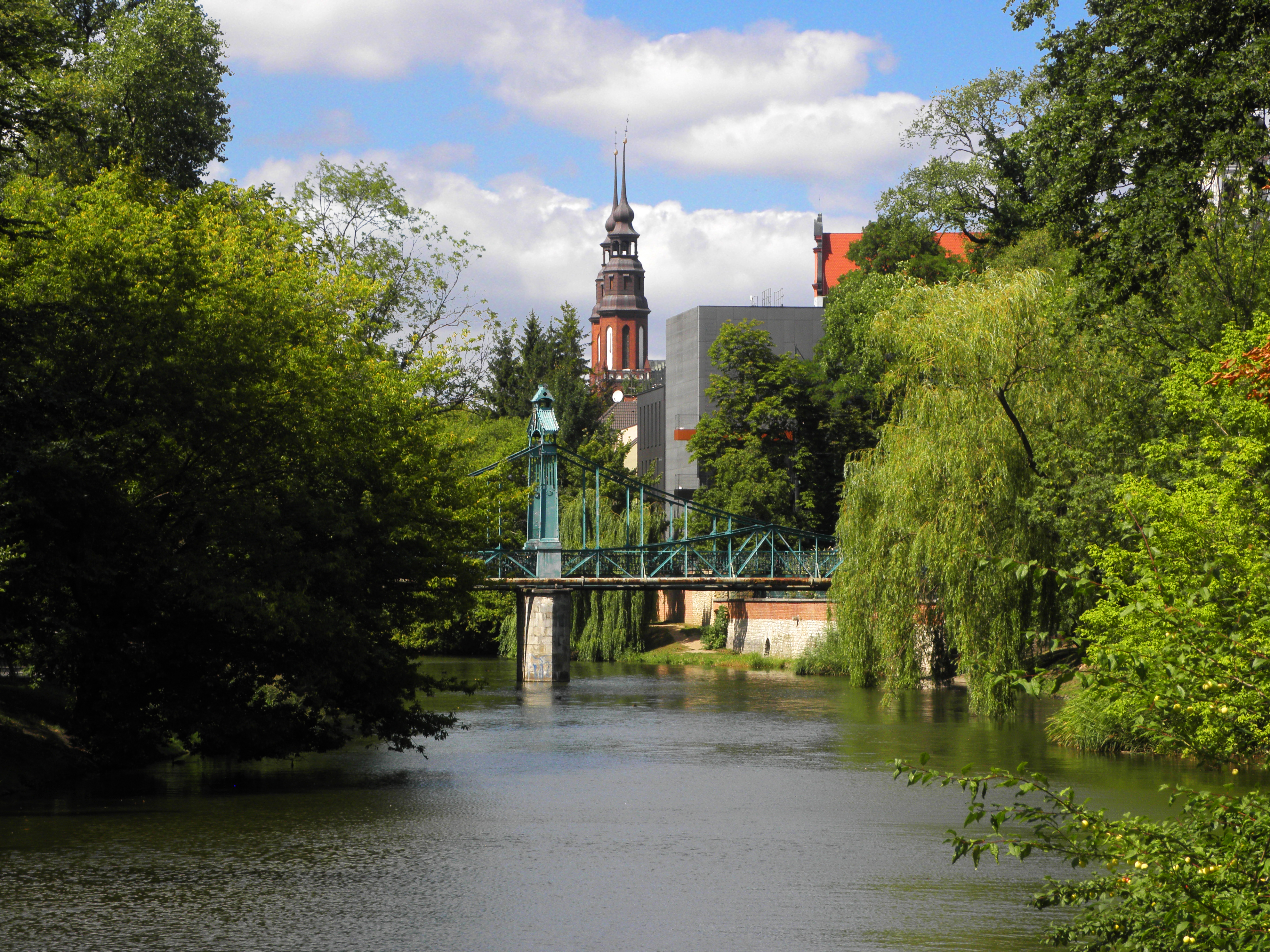
Am Mühlgraben
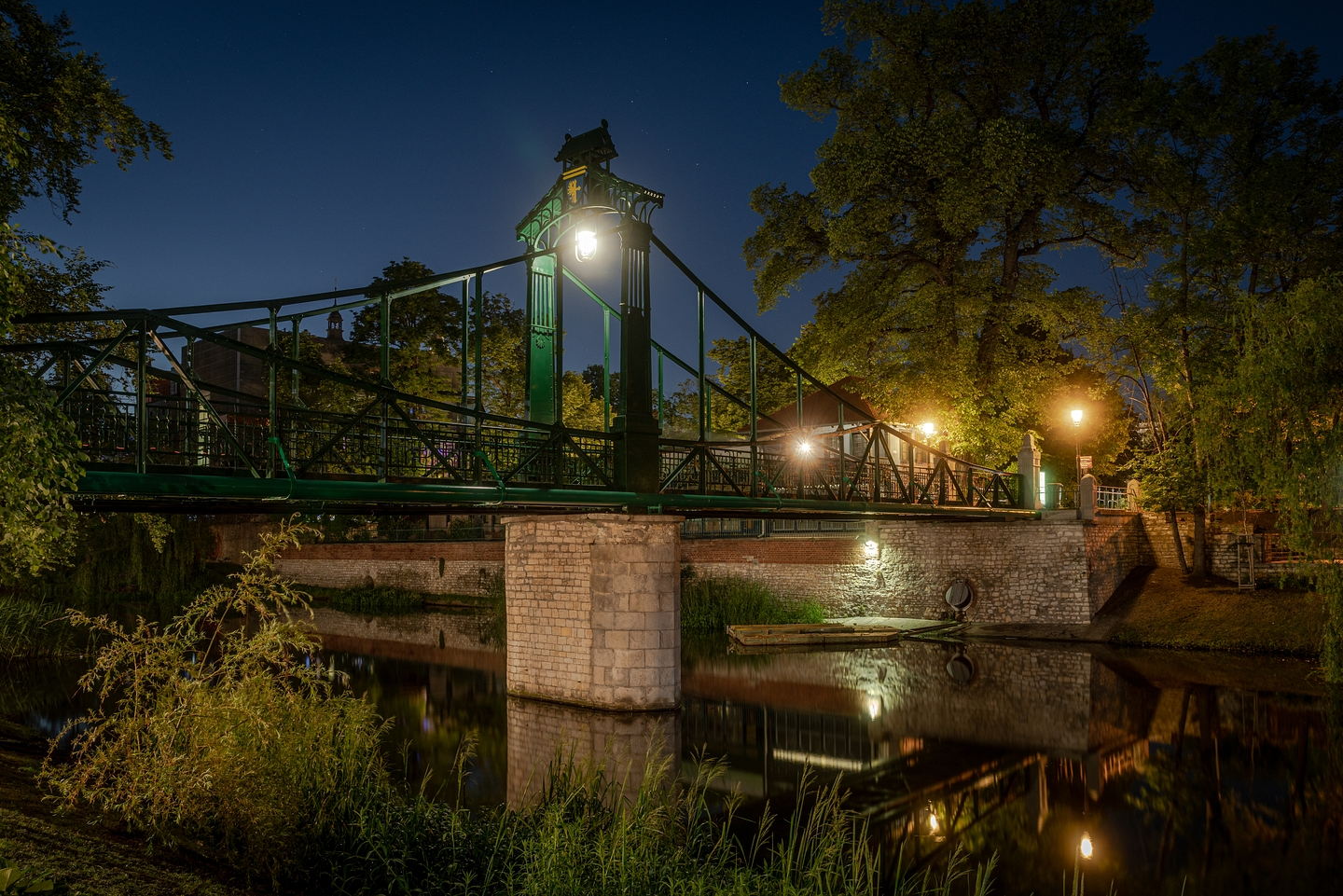
Pfennigbrücke bei Nacht
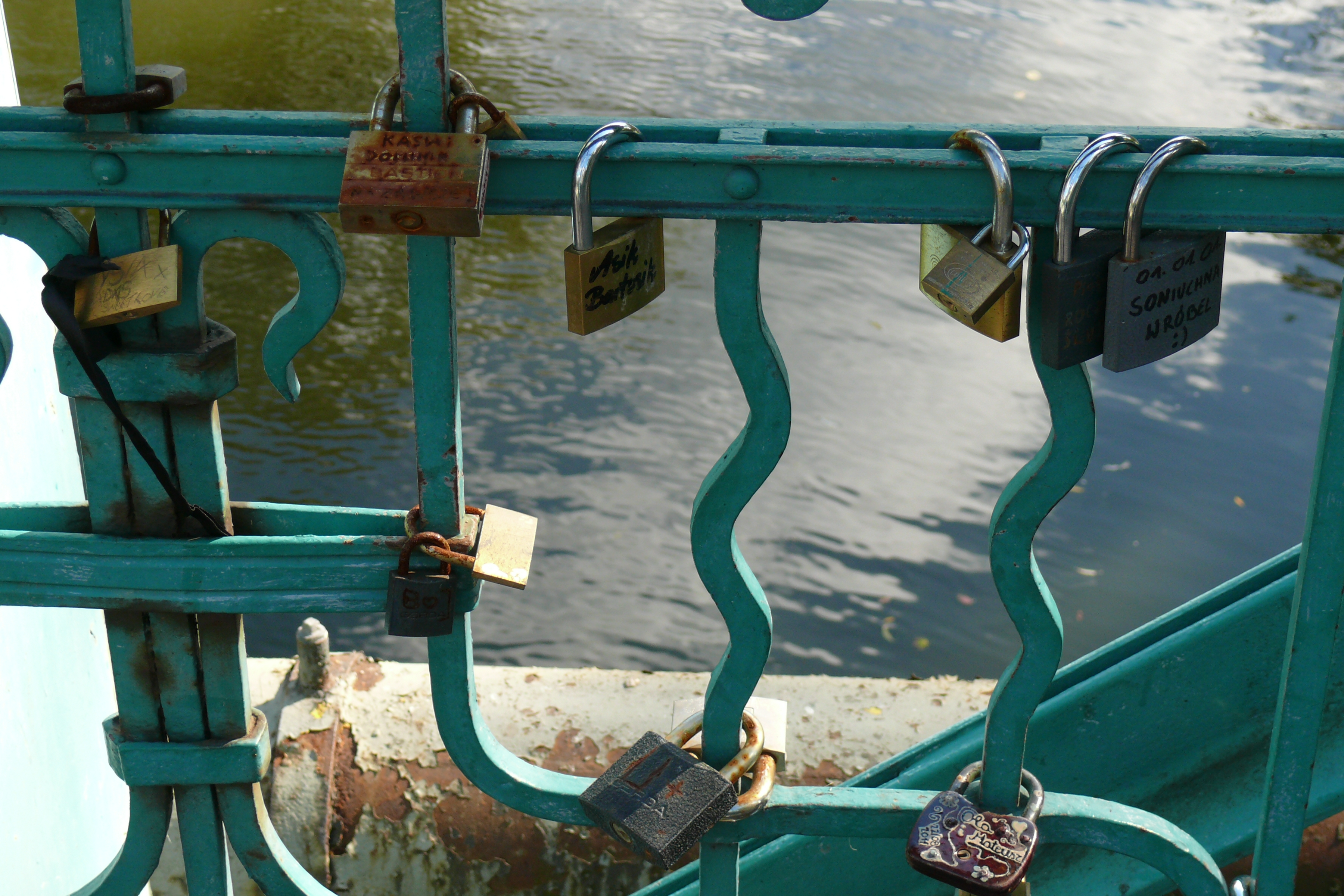
Liebesschlösser am Geländer